# Tongzhi
Tongzhi (en xinès: 同治; nom de naixement: Zaichun: nom de temple: Muzong) (Ciutat Prohibida, Beijing, Xina, 27 d'abril de 1856 - Ciutat Prohibida, Beijing, Xina, 12 de gener de 1875) fou un emperador de la Xina. Va ser el vuitè emperador de la dinastia Qing. Va regnar entre l'11 de novembre de 1861 i el 12 de gener de 1875.

## Família
Únic fill viu de l'emperador Xianfeng i de l'emperadriu Cixi, va succeir el seu pare i va pujar al tron a l'edat de 5 anys (6 segons el mètode de càlcul xinès). Es va casar l'any 1872 amb l'emperadriu Xiaozhey (1854-1875) i no van tenir fills.
Va tenir quatre concubines

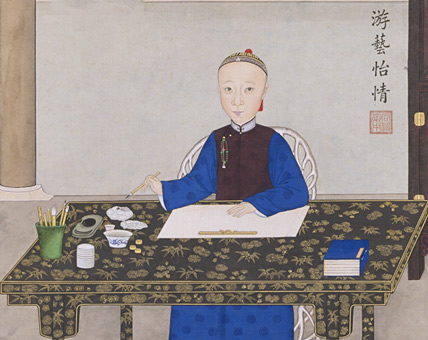
Emperador Tongzhi

1. Consort Imperial Shushen (xinès: 淑慎皇貴妃) (1860–1905)
2. Consort Imperial Zhuanghe (xinès: 莊和皇貴妃) (1857–14 abril 1921)
3. Consort Imperial Jingyi (xinès: 敬懿皇貴妃) (1856–1932)
4. Consort Imperial Ronghui (xinès: 榮惠皇貴妃) (1854–1933)

## Regnat
Per causa de la seva edat, el poder l'exercia un triumvirat encapçalat per la seva mare, l'emperadriu Cixi (de nom Yehe Nara), concubina de l'emperador Xianfeng, l'emperadriu Xiao Chen i el Príncep Gong (1833-1898), germà de Xianfeng.
Tongzhi va assumir el control personal del govern l'any 1873 amb només 17 anys, però en general va tenir molt poca incidència en els aspectes polítics i oficials de la Cort. Un dels seus primers actes públics va ser la recepció als representants de sis països occidentals, on per primer cop a la història de la Xina, l'emperador no va obligar a fer el ritual del "kowtow" (agenollar-se i tocar amb el cap a terra com a signe de súplica davant l'emperador).
Va morir a l'edat de 18 anys a causa, segons fonts oficials, d'una verola, malgrat que algunes fonts mencionen la sífilis com a malaltia causant de la mort, i d'altres indiquen que va ser assassinat com a resultat de les intrigues de l'emperadriu Cixi.

## Restauració Tongzhi
Durant el regnat de Tongzhi es va produir una lleugera revitalització del govern dels Qing, procés conegut com a "Revitalització Tongzhi", en un moment en què el govern estava molt condicionat pels múltiples conflictes heretats del govern anterior, amb rebel·lions internes al sud i al nord del país.
Les potències occidentals van exigir establir nous ports d'escala a la Xina i expandir mercats ultramarins conduint a la Segona Guerra de l'Opi en 1856. En la primera fase de la guerra, l'exèrcit anglo-francès va envair Guangzhou i els Forts de Taku, i va derrotar l'exèrcit xinès i la dinastia Qing va demanar la pau signant el tractat de Tianjin el 1858, que Tongzhi es va negar a ratificar, reiniciant la guerra, i el 1859 l'exèrcit anglo-francès va envair els Forts de Taku, Tientsin i Pequín, i va cremar el Palau d'Estiu de Pequín i el conflicte es va tancar en 1860 quan l'emperador Tongzhi va ratificar el tractat de Tianjin amb la Convenció de Pequín en la què es van obrir més ports xinesos als estrangers, va permetre la presència de delegacions diplomàtiques a la capital xinesa, l'activitat dels missioners cristians, la legalització de la importació d'opi i es va donar per acabat el contracte d'arrendament de la península de Kowloon, cedint-la a perpetuïtat als britànics. També es va cedir part de Manxúria a l'Imperi Rus i el drets sobre l'Ussuri Krai, una part del modern Krai de Primórie, el territori que corresponia a l'antiga província manxú de Tartària Oriental.
La restauració va seguir l'exemple de les dinasties Han i Tang, i les fites més destacades van ser:
- Acabar amb la Rebel·lió dels Taiping (1850-1864) al sud del país, i la rebel·lió de Nian (1853-1868), al nord
- Acabar amb els moviments interns a Kueichou (1872), Yunnan (1873), Shensi (1873) i del Turquestan
- Millora de les finances públiques
- Potenciar la producció agrària amb la distribució de llavors i d'eines pel desenvolupament de noves zones de cultiu
- Fabricació d'armament segons criteris occidentals
- Adaptació de tecnologies occidentals i modernització del ferrocarril[3]
- Creació de l'Escola de llengües estrangeres (1862) i l'Escola per l'ensenyament de matèries científiques (Tung-wen-kuan) (1866)
- Les Drassanes a Shanghai (1862) i la Companyia de navegació a vapor (1872)[8]

També es va crear el "Zongli Yamen" com un Ministeri del Govern pels Afers Exteriors, sota la direcció del Príncep Gong.